# Trina Solar
Trina Solar Limited è un'azienda cinese con sede nella provincia di Jiangsu - con succursali negli Stati Uniti, Europa e Asia - quotata al NYSE e presso il PPVX (Photon Photovoltaic Stock Index).
Fondata nel 1997 da Jifan Gao, l'azienda progetta e produce lingotti, wafer, celle solari e pannelli solari. Trina Solar si è ripetutamente posizionata nella classifica Fortune delle 100 aziende a più rapida crescita (nel 2011 aveva guadagnato l'11ª posizione)..
Trina Solar ha sviluppato una produzione verticalmente integrata che va dalla produzione di lingotti, wafer e celle al montaggio di moduli di alta qualità. Al 2014 l'azienda risultava avaere venduto moduli solari per un totale di 11 GW, di cui 3,66 GW nel solo anno fiscale 2014, il che ha permesso a Trina Solar di diventare il maggiore fornitore di moduli fotovoltaici al mondo – come annunciato da IHS.
Nel 2022 l'azienda ha sviluppato i nuovi pannelli fotovoltaici Vertex S+, gamma realizzata con celle N-Type che permettono al modulo di raggiungere una potenza massima di 425 W e un’efficienza di conversione del 21,9%.

## Protezione ambientale
Nel 2010 l'azienda è diventata membro di PV Cycle e offre gratuitamente il servizio di raccolta e riciclo dei moduli giunti alla fine del loro ciclo di vita, adempiendo la Direttiva WEE europea Negli anni 2012, 2013 e 2014 l'azienda si è posizionata al primo posto nella classifica “Solar Scorecard” istituita dalla Silicon Valley Toxics Coalition (SVTC).